# Fernandezia subbiflora
Fernandezia subbiflora là một loài thực vật có hoa trong họ Lan. Loài này được Ruiz & Pav. mô tả khoa học đầu tiên năm 1798.

## Hình ảnh

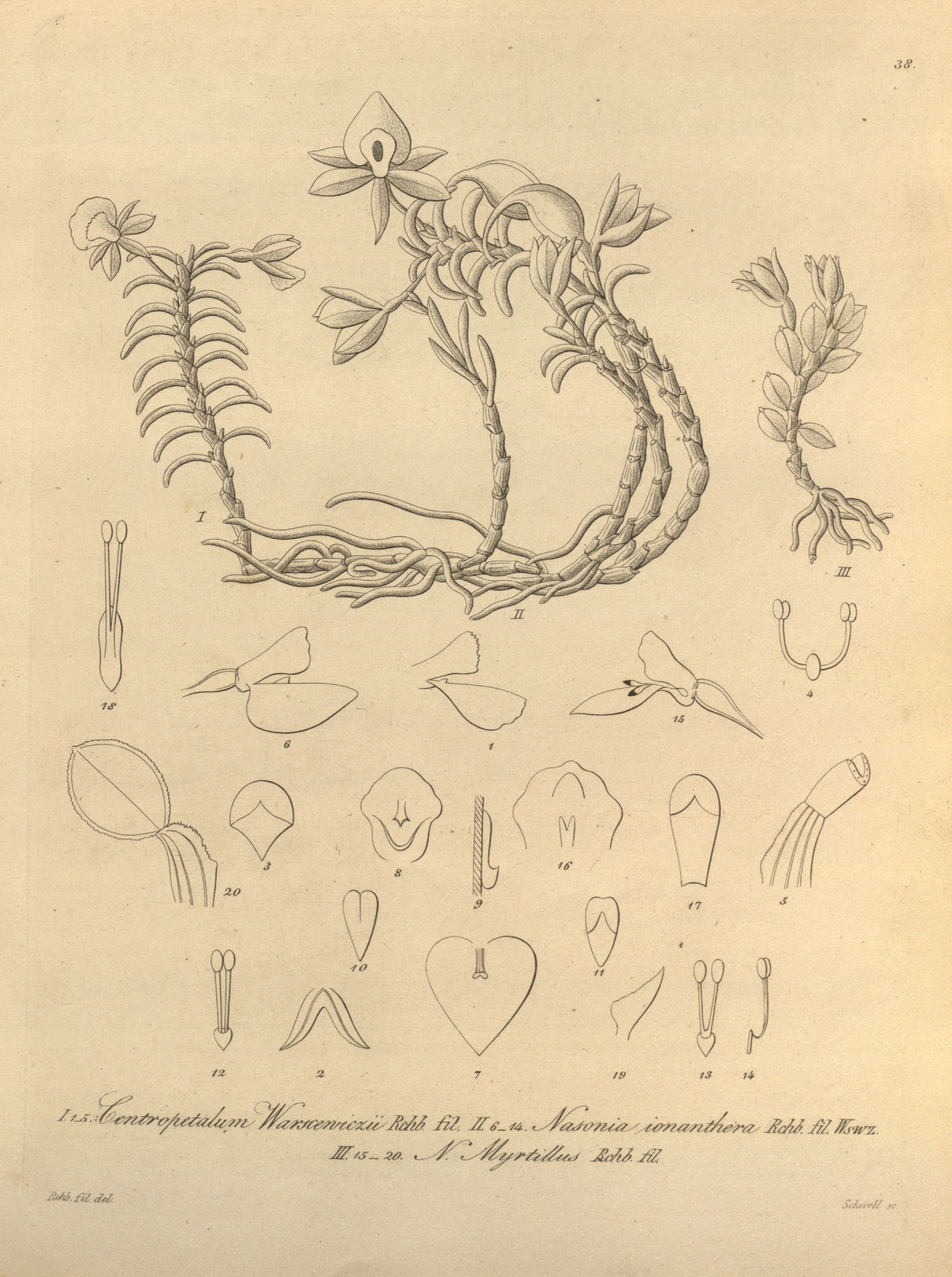
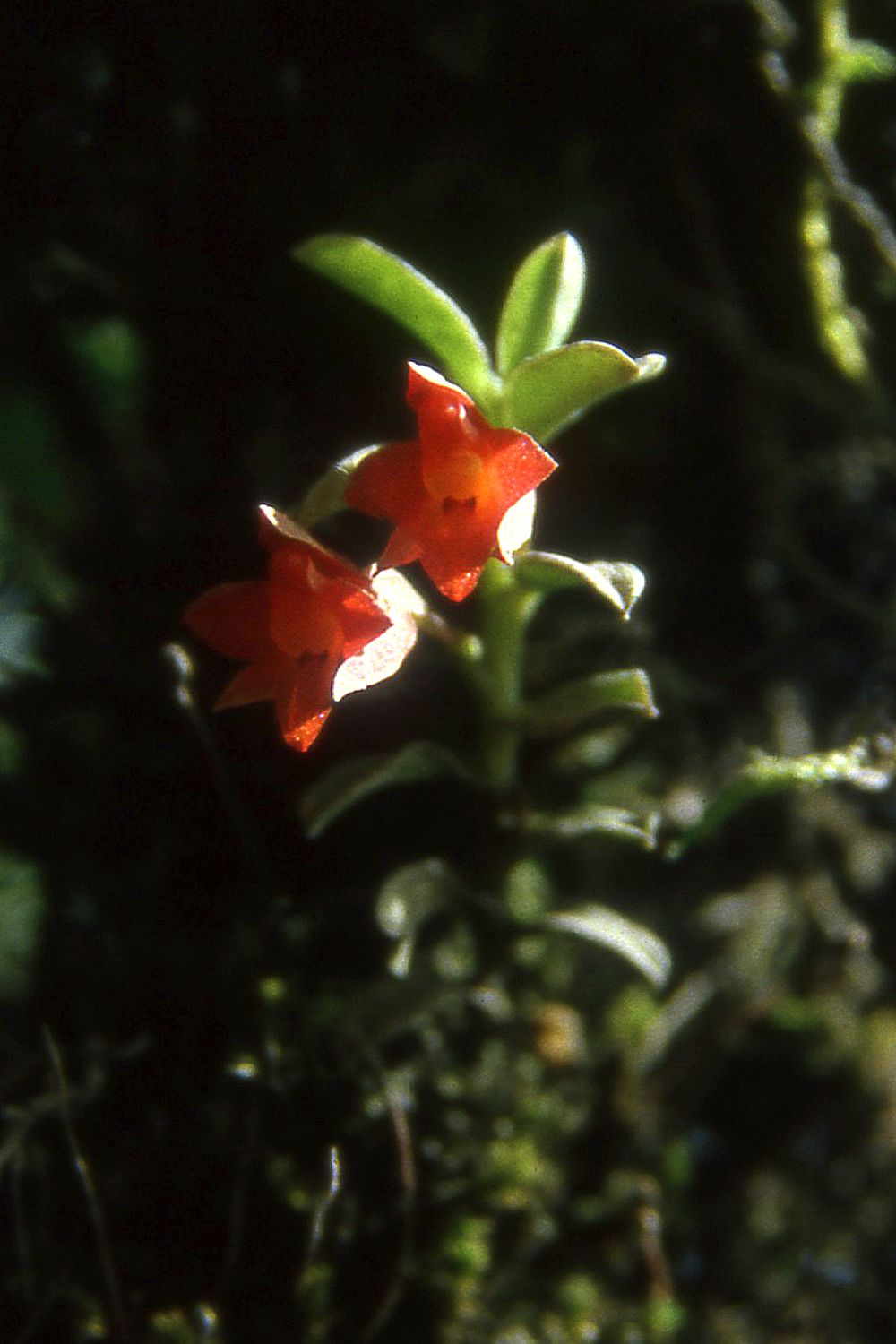
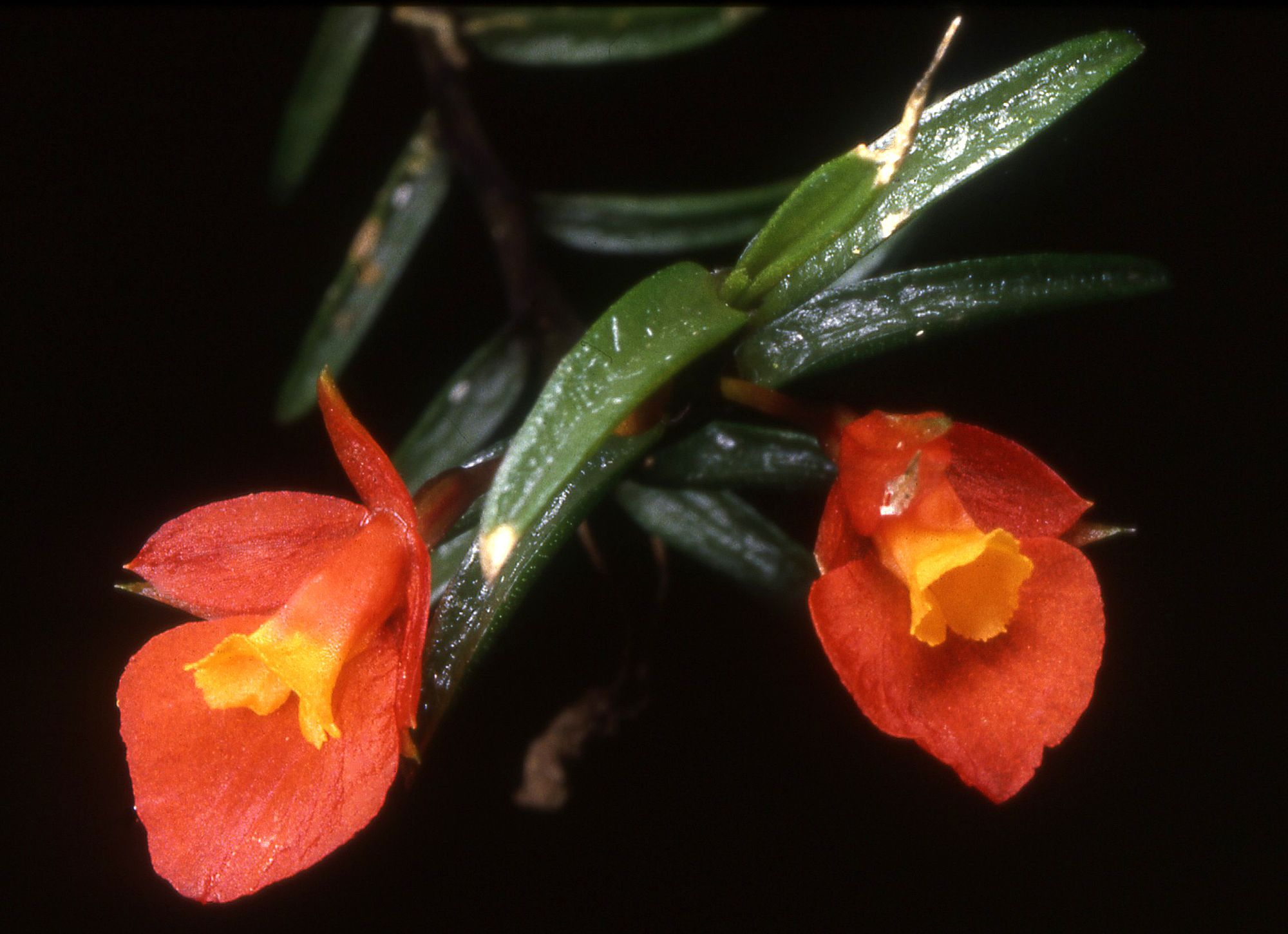